# Еърбъс A310
Airbus A310 e реактивен самолет предназначен за средни и дълги полети, оборудван с два еднакви двигателя и широко тяло. Разработен и произведен от Airbus. Представен през 1983 г., той е вторият самолет в серийно производство на Airbus. А310 е създаден от Airbus А300, първият самолет с два еднакви двигателя и широко тяло.

## Модели
A310 е наличен в две основни версии – със среден радиус A310-200 и с дълъг радиус А310-300. Първо A310-200 е разработена, но после се слива с A310-300, който по-късно става стандартна версия на самолета.

### A310-200
Първият А310-200, 162 самолет на Airbus от продуктовата линия. Той е направил първия си полет на 3 април 1982 г. с ранните двигателите Pratt & Whitney JT9D. Той влиза в употреба чрез Swissair и Lufthansa една година по-късно. Късните серии са включвали ограда на крилата, идентични на А310-300. Първите три самолета имали извънбордови елерони, но тестовете впоследствие показат, че не са необходими, и са премахнати.

### А310-200C
Версия, при която седалките могат да се махнат и самолета става на товарен.

### A310-200F / -300F
Товарната версия, достъпна като нов самолет или преустройство на сегашен самолет с широко тяло. А310-200F може да носи до 39 тона на максимално разстояние от 5950 km. Не е произведена нито една бройка. Големи оператори като FedEx Express (дъщерна на FedEx) притежават непътнически A310, обикновено започващи с A310-300.

### А310-300
Първо летял на 8 юли 1985 г. и по размери е идентичен на А320-200, обаче предлага увеличено максимално тегло на излитане и увеличение в радиуса, осигурен от допълнителните централни и хоризонтални стабилизатори за гориво. Този модел въвежда оградки на крилото за подобрена аеродинамична ефективност. Започва да се използва през 1986 г. със Swissair. A310-300 включва компютъризирана система на дистрибуция на горивото, което позволява да бъдат подрязани по време на полет, оптимизиране на центъра на гравитацията и увеличаване на капацитета на трансфер на гориво с 5000 kg навътре и навън от хоризонталния стабилизатор.

### A310-300C
Версия, при която седалките могат да се махнат и самолета става на товарен.

### A310 MRT/MRTT
А310 се оперира от много световни военни сили като транспортно средство (А310-300 MRT), обаче няколко са ги превърнали в мултифункционален транспортер на танкери (MRTT), конфигурация от EADS (днес Airbus Group), която предлага възможност за зареждане на гориво по време на полет. Поне шест бройки са поръчани: 4 за германските военновъздушни сили и две за канадските въздушни сили. Доставките започват през 2004 г. Три самолета са превърнати от EADS в Дрезден, Германия. Другите три са в Lufthansa Technik в Хамбург, Германия.

## Оператори

### Военни оператори
Белгия
- Белгийски въздушен компонент – официален оператор

 Канада
- Кралска канадски военновъздушни сили – обозначени CC-150 Polaris (оригинално поръчани от Wardair и доставени на Canadian Airlines)

 Египет
- Египетски военновъздушни сили

 Франция
- Френски военновъздушни сили

 Германия
- Германски военновъздушни сили

 Йордания
- Йордански военновъздушни сили – официален оператор

 Монголия
- Молнголски военновъздушни сили

 Пакистан
- Пакистански военновъздушни сили

 Испания
- Испански военновъздушни сили

 Тайланд
- Тайландски военновъздушни сили

### Доставки
| 1983 | 1984 | 1985 | 1986 | 1987 | 1989 | 1990 | 1991 | 1992 | 1993 | 1994 | 1995 | 1996 | 1997 | 1998 | Общо |
| ---- | ---- | ---- | ---- | ---- | ---- | ---- | ---- | ---- | ---- | ---- | ---- | ---- | ---- | ---- | ---- |
| 17   | 29   | 26   | 19   | 21   | 23   | 18   | 19   | 24   | 22   | 2    | 2    | 2    | 2    | 1    | 255  |